# Grand Prix automobile de Monaco 1967
GP précédent GP suivant
Le Grand Prix de Monaco 1967 (XXVe Grand Prix de Monaco), disputé sur le circuit de Monaco le 7 mai 1967, est la cent-cinquante-deuxième épreuve du championnat du monde de Formule 1 courue depuis 1950 et la deuxième manche du championnat 1967.

## Contexte avant la course

### Le championnat du monde
Depuis la saison précédente, la Formule 1 a adopté la réglementation trois litres pour les monoplaces à moteur atmosphérique, avec également possibilité d'utilisation de moteurs suralimentés, un coefficient deux étant alors appliqué pour la cylindrée (soit un maximum de 1 500 cm3 en cas d'utilisation d'un compresseur volumétrique ou d'un turbocompresseur). La réglementation s'appuie sur les points suivants :
- pas de cylindrée minimale
- cylindrée maximale : 3 000 cm3 si moteur atmosphérique ou 1 500 cm3 si moteur suralimenté
- poids minimal : 500 kg (à sec)
- roues non carénées
- double circuit de freinage obligatoire
- arceau de sécurité obligatoire (le haut du cerceau devant dépasser le casque du pilote)
- démarreur de bord obligatoire
- carburant commercial obligatoire
- ravitaillement en huile interdit durant la course
- distance minimale d'un Grand Prix : 300 km
- distance maximale d'un Grand Prix : 400 km
- distance minimale pour être classé : 90% de la distance parcourue par le vainqueur

Après une saison 1966 triomphale pour le pilote australien Jack Brabham sur une voiture portant son nom, 1967 a commencé par une surprise, le jeune Mexicain Pedro Rodríguez, nouvelle recrue de l'équipe Cooper s'étant imposé lors de l'épreuve inaugurale, en Afrique du Sud, après la déroute des principaux favoris. Les premières épreuves européennes, hors championnat, ont donné un aperçu plus réaliste des possibilités des nouveaux modèles. Lors de la Course des Champions, à Brands Hatch, Dan Gurney a remporté son premier succès en tant que pilote-constructeur ; le Britannique Mike Parkes a quant à lui fait triompher le nouveau V12 Ferrari à échappement central lors de l'International Trophy, à Silverstone. Également très attendus, les nouveaux modèles de Lotus et de Brabham ne sont cependant pas encore prêts pour l'épreuve monégasque.

### Le circuit

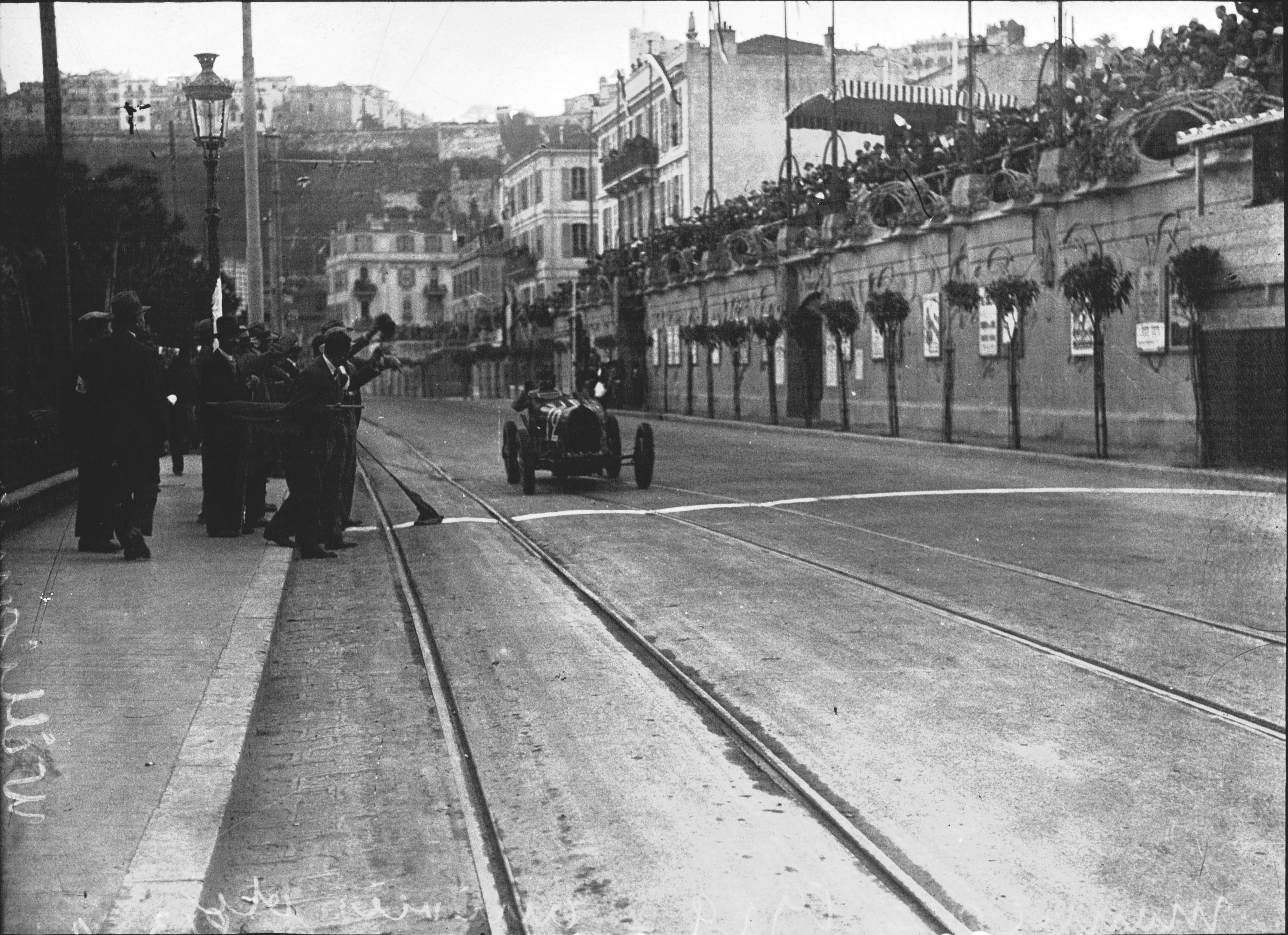
Un passage de la Bugatti de W. Williams qui va remporter le premier GP de Monaco, en 1929.

C'est en 1929, à l'initiative d'Antony Noghès, membre de l'ACM, qu'eut lieu le premier Grand Prix de Monaco, remporté par le pilote franco-britannique W. Williams, au volant d'une Bugatti, à 80,8 km/h de moyenne. Tracé dans les rues tortueuses de la principauté, le circuit emprunte le Boulevard Albert Ier, la montée du Casino, la descente vers la gare puis le tunnel passant sous le tir aux pigeons pour revenir au point de départ. Il développe un peu plus de trois kilomètres et se révèle très exigeant en termes de pilotage, la piste, étroite, comportant très peu de zones de dégagement. Pratiquement inchangé depuis son origine, le circuit est devenu après-guerre un des lieux les plus prisés du championnat du monde de Formule 1. Comptant chacun trois victoires, Stirling Moss et Graham Hill sont les pilotes les plus titrés à Monaco. Le record officiel du circuit est détenu par Lorenzo Bandini, qui a accompli un tour à 126,08 km/h de moyenne au volant de sa Ferrari lors du Grand Prix de 1966. Pour l'édition 1967, la ligne de départ et d'arrivée a été déplacée et se trouve désormais juste avant le virage de Sainte-Dévote et non plus à la sortie de l'épingle du Gazomètre, alors que la grille est restée à cet endroit ; les pilotes effectueront donc un premier tour lancé.

## Monoplaces en lice
- Brabham BT19 & BT20 "Usine"

La nouvelle BT24 n'est pas tout à fait prête et Jack Brabham s'aligne sur la BT19 qui lui a valu de nombreux succès en 1966. Cette monoplace à châssis multitubulaire est équipée d'un moteur V8 Repco développé à partir d'un bloc en aluminium d'Oldsmobile F-85, dans une version comportant des culasses à échappement central. Alimenté par un système d'injection mécanique Lucas, il développe 315 chevaux à 7250 tr/min. Deuxième pilote de l'équipe, Denny Hulme dispose quant à lui de son habituelle BT20, techniquement très proche de la BT19 mais dont la structure, légèrement renforcée, est constituée de tubes ronds et non plus ovales. Sa voiture est dotée de la première version du V8 Repco, avec sorties d'échappement à l'extérieur du vé, développant 300 chevaux à 7250 tr/min. Sur les deux monoplaces, la transmission est assurée par une boîte cinq vitesses Hewland. La BT19 accuse environ 540 kg sur la balance, la BT20, plus rigide, pesant environ 30 kg de plus. Les Brabham sont chaussées de pneus Goodyear. Récemment embauché par la société Repco, le jeune ingénieur John Judd a élaboré une évolution du moteur V8, désormais entièrement réalisé en alliage léger et doté d'un allumage transistorisé Bosch, toute la partie mécanique étant assurée par le motoriste alors que les moteurs précédents étaient assemblés à partir des blocs Oldsmobile. Un exemplaire de ce  nouveau V8 est disponible pour Monaco, mais ne sera utilisé qu'en cas de problème sur une des deux voitures ; il développe plus de 330 chevaux à 8000 tr/min, sa conception permettant toutefois d'atteindre 9000 tr/min.
- Brabham BT11 privée

Bob Anderson a engagé son ancienne Brabham BT11 à moteur quatre cylindres Climax FPF de 2,7 litres (260 chevaux à 6800 tr/min). Anderson utilise des pneus Firestone.
- Ferrari 312 "Usine"

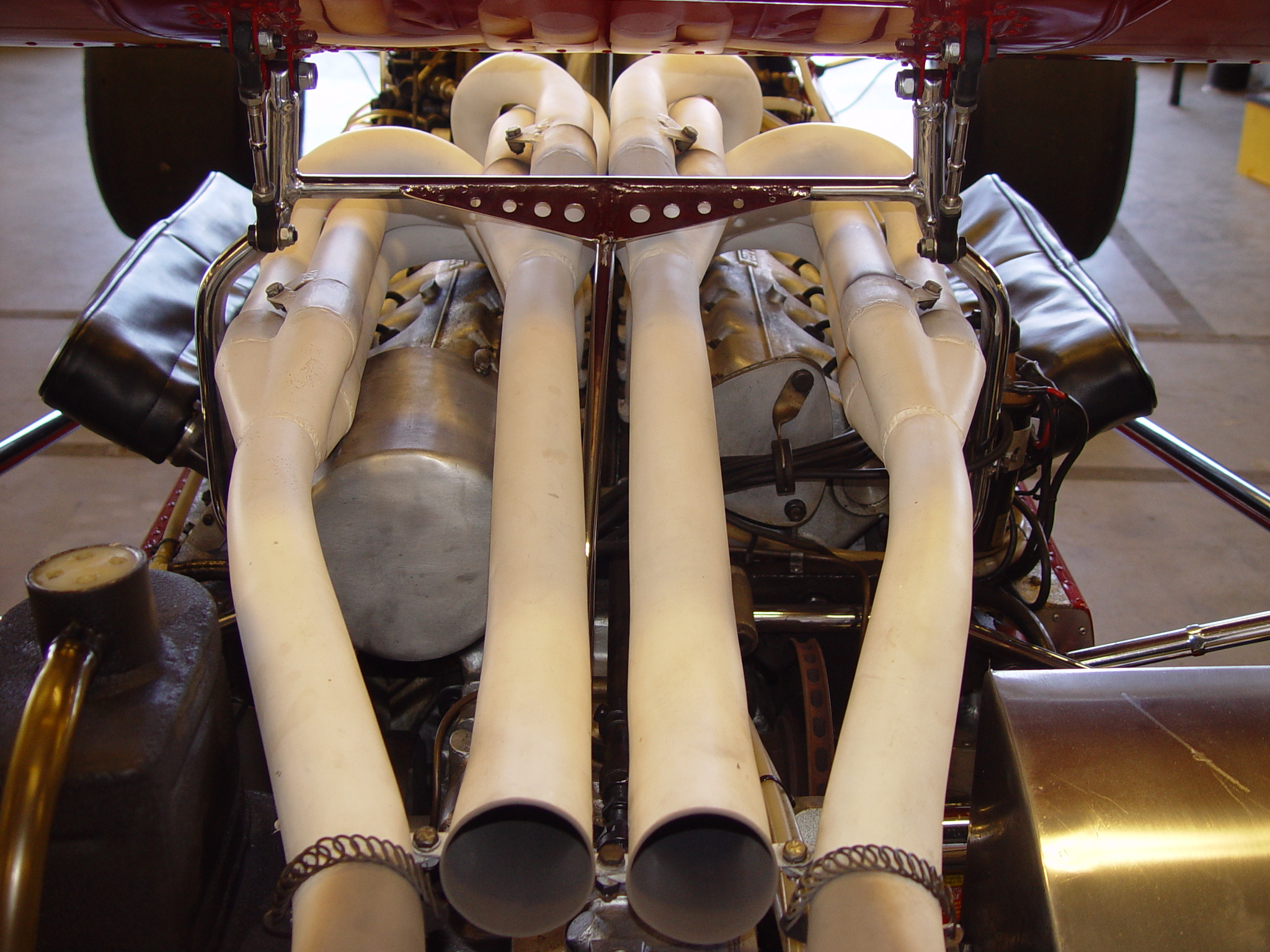
Le nouveau moteur Ferrari V12, avec échappement central.

La Scuderia Ferrari étrenne à Monaco sa nouvelle version de la 312, avec profilage affiné et voies élargies par rapport au modèle 1966. Trois monoplaces étaient initialement engagées pour Lorenzo Bandini, Ludovico Scarfiotti et Chris Amon, mais seuls deux châssis ont été achevés ; celui de Scarfiotti n'étant pas terminé, le pilote italien a dû déclarer forfait. Les deux voitures présentes sont dotées d'un moteur V12 à double allumage, avec distributions à trois soupapes par cylindre et tubulures d'échappement placées à l'intérieur du vé. L'alimentation est assurée par un système d'injection indirecte Lucas. La puissance maximale est donnée pour 390 chevaux à 10000 tr/min. Dotée d'une structure monocoque et d'une boîte cinq vitesses, ces voitures pèsent plus de 550 kg à vide et utilisent des pneus Firestone.
- Cooper T81 "Usine"

Le constructeur de Surbiton a préparé trois voitures pour l'épreuve monégasque, les deux habituelles deux T81 et une nouvelle version T81 B, allégée de vingt kilos par rapport aux modèles 1966 qui accusent 620 kg à vide sur la balance. Ces trois monoplaces à structure monocoque sont motorisées par un V12 Maserati dont la conception remonte à plus de dix ans. Devenu premier pilote après le départ de John Surtees pour Honda, Jochen Rindt fera débuter la T81B, son ancienne T81 (sur laquelle sera testée la dernière évolution du V12) faisant désormais office de mulet. Son coéquipier Pedro Rodríguez pilotera de nouveau la T81 avec laquelle il s'était imposé à Kyalami. Alimenté par un système d'injection Lucas et doté d'un double allumage (24 bougies), le moteur Maserati délivre environ 360 chevaux à 9000 tr/min dans sa configuration à deux soupapes par cylindres, la version 36 soupapes montée sur le mulet promettant 400 chevaux à 10000 tr/min. Équipées d'une boîte ZF à cinq rapports, les Cooper utilisent des pneus Firestone.
- Cooper T81 privées

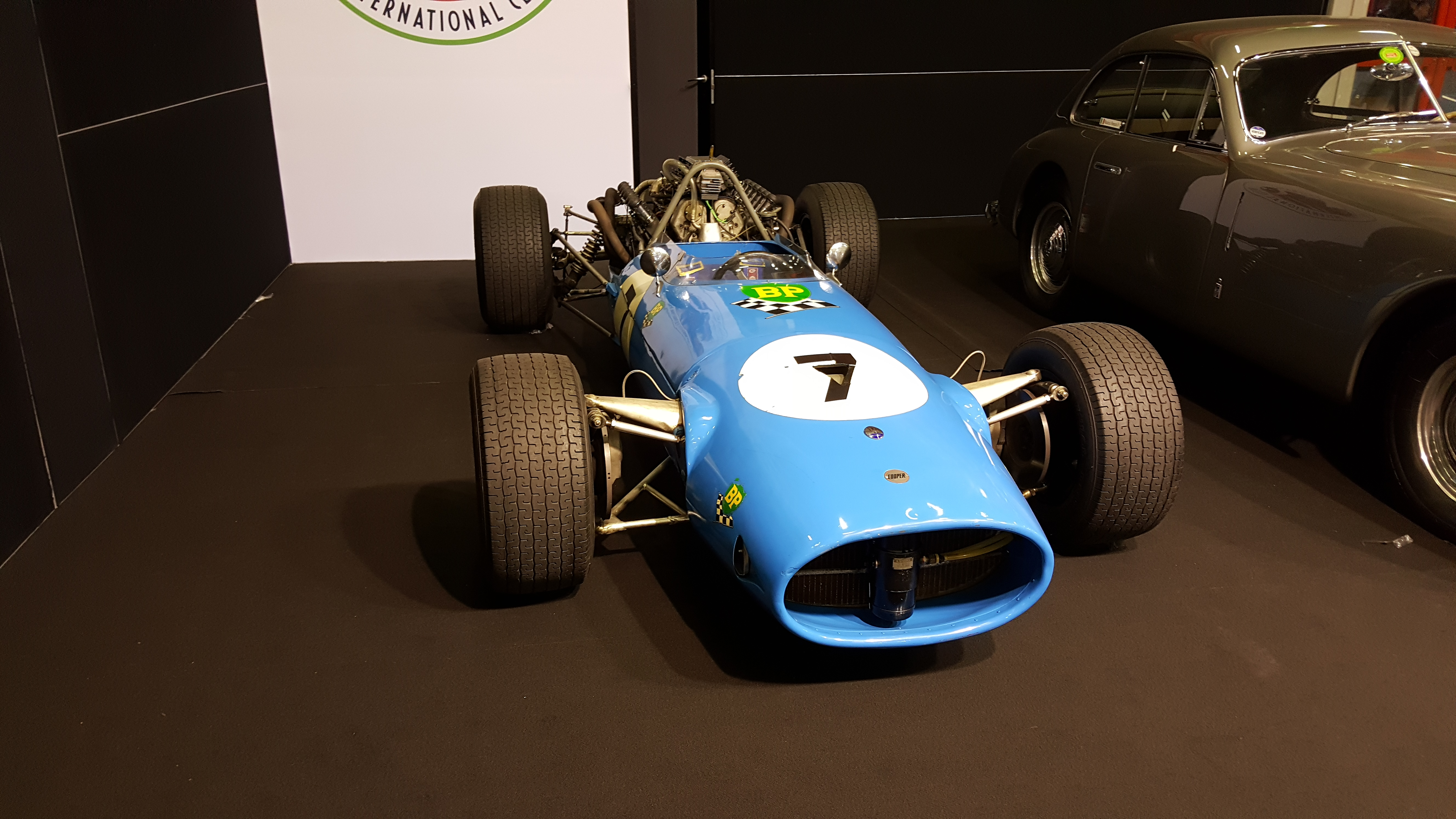
Moteur cassé lors de l'International Trophy à Silverstone, Guy Ligier n'a pu amener sa Cooper-Maserati T81 à Monaco.

Le Rob Walker Racing Team aligne sa Cooper T81 de 1966, toujours confiée au pilote suisse Joseph Siffert, qui vient de se classer troisième de la Course des Champions sur cette voiture, moins puissante que les Cooper officielles, son V12 Maserati à simple allumage ayant une puissance de l'ordre de 330 chevaux. Indisponible plusieurs mois après son accident au Grand Prix d'Allemagne 1966, Guy Ligier a racheté en début de saison l'ancien mulet de l'équipe officielle Cooper avec lequel il a disputé la Course des champions et l'International Trophy ; ayant cassé son moteur lors de cette dernière épreuve, Ligier a dû déclarer forfait pour Monaco ; Joakim Bonnier a également renoncé à amener sa T81 personnelle, n'ayant pas eu le temps de faire réparer la fuite d'essence survenue à Silverstone.
- BRM P83 & P 261 "Usine"

Lourd et peu fiable, le moteur seize cylindres conçu en interne est loin d'avoir répondu aux attentes de l'équipe BRM. Il sera cependant utilisé cette saison encore, le nouveau moteur V12 devant le remplacer n'étant encore qu'au stade de projet. L'écurie britannique a amené deux P83 pour Jackie Stewart et Mike Spence, mais a également mis à disposition de Stewart une ancienne BRM P261 à moteur V8 deux litres, modèle plus agile et parfaitement adapté aux rues tourmentées de la principauté. Accusant 700 kg sur la balance, la P83 pèse 200 kg de plus que la P261 et malgré les 400 chevaux (obtenus à 10000 tr/min) de son moteur H16 à injection indirecte Lucas, ne s'est jamais montrée plus rapide sur les circuits sinueux que l'ancien modèle qui ne dispose que de 260 chevaux. Sur le circuit monégasque, les pneus tendres Firestone sont parfaitement adaptés à la P261 mais s'usent trop rapidement sur les lourdes P83, chaussées pour la circonstance de gommes Dunlop, plus résistantes.
- BRM P261 privée

L'écurie dirigée par Tim Parnell aligne l'ancienne BRM P261 de Jackie Stewart, rachetée en début d'année à l'usine. Équipée d'un V8 2 litres de 260 chevaux et de pneus Dunlop, elle est confiée à Piers Courage.
- Lotus 33 "Usine"

Le nouveau V8 Cosworth DFV dont le Team Lotus aura l'exclusivité cette saison vient d'être présenté à la presse, les débuts de la Lotus 49 avec ce moteur étant prévus lors du prochain Grand Prix des Pays-Bas. L'équipe de Colin Chapman a définitivement remisé ses modèles 43 à moteur 16 cylindres BRM, jugeant les modèles 33 plus compétitifs sur le circuit monégasque. La monoplace de Jim Clark est équipée d'un moteur V8 Climax FWMV (version MkIX, 1970 cm3, 240 chevaux à 8800 tr/min), celle de Graham Hill d'un V8 BRM (1998 cm3, 260 chevaux). Les deux voitures sont dotées d'une boîte cinq vitesses Hewland et pèsent 500 kg. Elles sont chaussées de pneus Firestone.
- Eagle T1G "Usine"

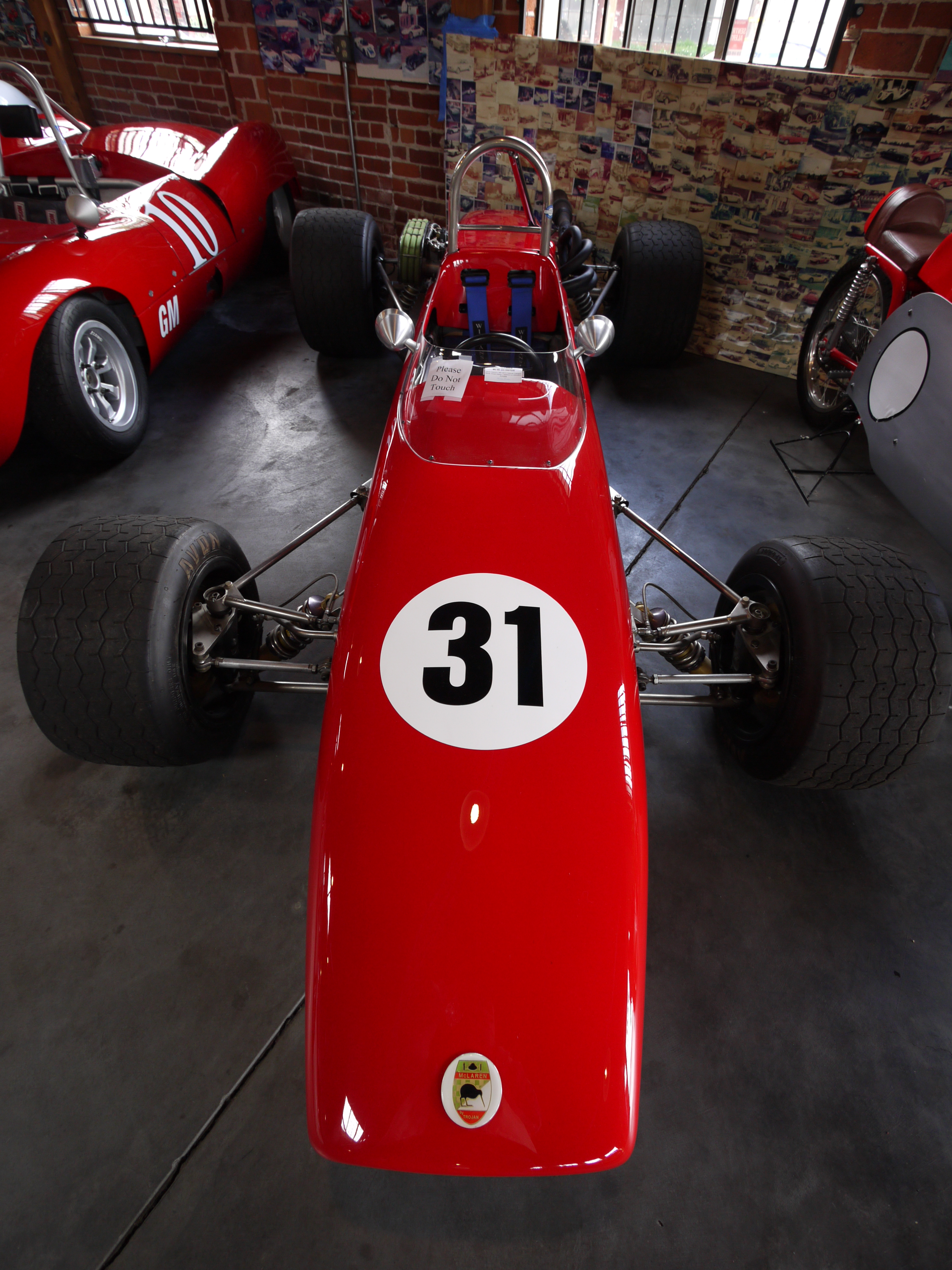
La McLaren M4A de Formule 2 (ici équipée d'un moteur Cosworth FVA) a servi de base à la version F1 M4B à moteur BRM.

Après plusieurs mois de développement, le moteur V12 Weslake est désormais parfaitement au point et le pilote-constructeur Dan Gurney a démontré la compétitivité de l'Eagle T1G en remportant brillamment la Course des champions en mars dernier, l'équipe manquant de peu le doublé puisque sur un modèle identique Richie Ginther était deuxième avant rupture de la direction, à huit tours de l'arrivée. Très bien finies, les Eagle, à structure monocoque, sont relativement lourdes (580 kg à vide) mais se révèlent très rapides en pointe grâce aux 410 chevaux délivrés par le V12. La nouvelle version allégée, en cours de réalisation chez Harvey Aluminium Inc., ne sera pas prête avant juin, Gurney et Ginther s'alignant une nouvelle fois sur les modèles 1966. Ces modèles sont dotés d'une boîte de vitesses Hewland à cinq rapports et utilisent des pneus Goodyear.
- Honda RA273 "Usine"

L'équipe japonaise a mis deux RA273 à disposition de John Surtees, le pilote britannique ayant le choix entre un modèle à voies larges et un modèle à voies plus étroites, a priori plus maniable sur le tourniquet monégasque. Avec leur structure monocoque constituée de tôles d'aluminium rivetées, incluant neuf outres à essence cloisonnées (dont une placée sous le siège), ces monoplaces affichent 740 kg sur la balance et sont les plus lourdes du plateau. Leur moteur V12 à 48 soupapes, en position longitudinale, est alimenté par un système d'injection indirecte Honda et fournit environ 420 chevaux à 10500 tr/min, le moteur pouvant atteindre 11000 tr/min. Les Honda sont pourvues d'une boîte de vitesses à cinq rapports et de pneus Goodyear.
- McLaren M4B "Usine"

Après les déboires rencontrés la saison précédente avec le V8 Ford dérivé des courses de championnat USAC, Bruce McLaren s'est tourné vers BRM pour la fourniture de moteurs de Formule 1, le constructeur de Bourne projetant une adaptation à la F1 d'un projet de V12 initialement conçu pour les épreuves d'endurance. En attendant, McLaren peut disposer d'un V8 BRM de la série Tasman, qu'il a adapté sur un de ses châssis M4 de Formule 2. Dénommée M4B, la petite monoplace a été lestée pour atteindre le poids minimal de 500 kg. Dans sa version 2070 cm3, le V8 a une puissance de 280 chevaux. La McLaren utilise une boîte «5» Hewland et des pneus Goodyear.
- Matra MS5/6 "Usine"

Acteur majeur du nouveau championnat d'Europe de Formule 2, Matra Sports a également décidé de s'orienter vers la F1 et a tenté une première expérience en engageant deux F2 lestées lors de la Course des champions, à Brands Hatch, en mars dernier. Les MS5/6 à moteur Cosworth FVA de Jacky Ickx et Jean-Pierre Beltoise avaient toutes deux abandonné pour des problèmes d'alimentation. L'équipe française effectue à Monaco sa deuxième apparition dans la cour des grands, Beltoise étant cette fois épaulé par Johnny Servoz-Gavin. Une plaque d'acier d'environ 80 kg a été placée sous la coque des deux monoplaces engagées pour satisfaire au poids réglementaire. Créées sous la réglementation F2 1000 cm3 en vigueur jusqu'en 1966, les Matra MS5 ont été modifiées pour recevoir le nouveau moteur Cosworth FVA (4 cylindres, 1594 cm3, 16 soupapes, injection mécanique Lucas, environ 230 chevaux à 9500 tr/min) et pris la dénomination MS5/6, étant parfois simplement appelées MS6 ; ce sont des modèles intérimaires, la future MS7 étant en cours de réalisation.

## Coureurs inscrits

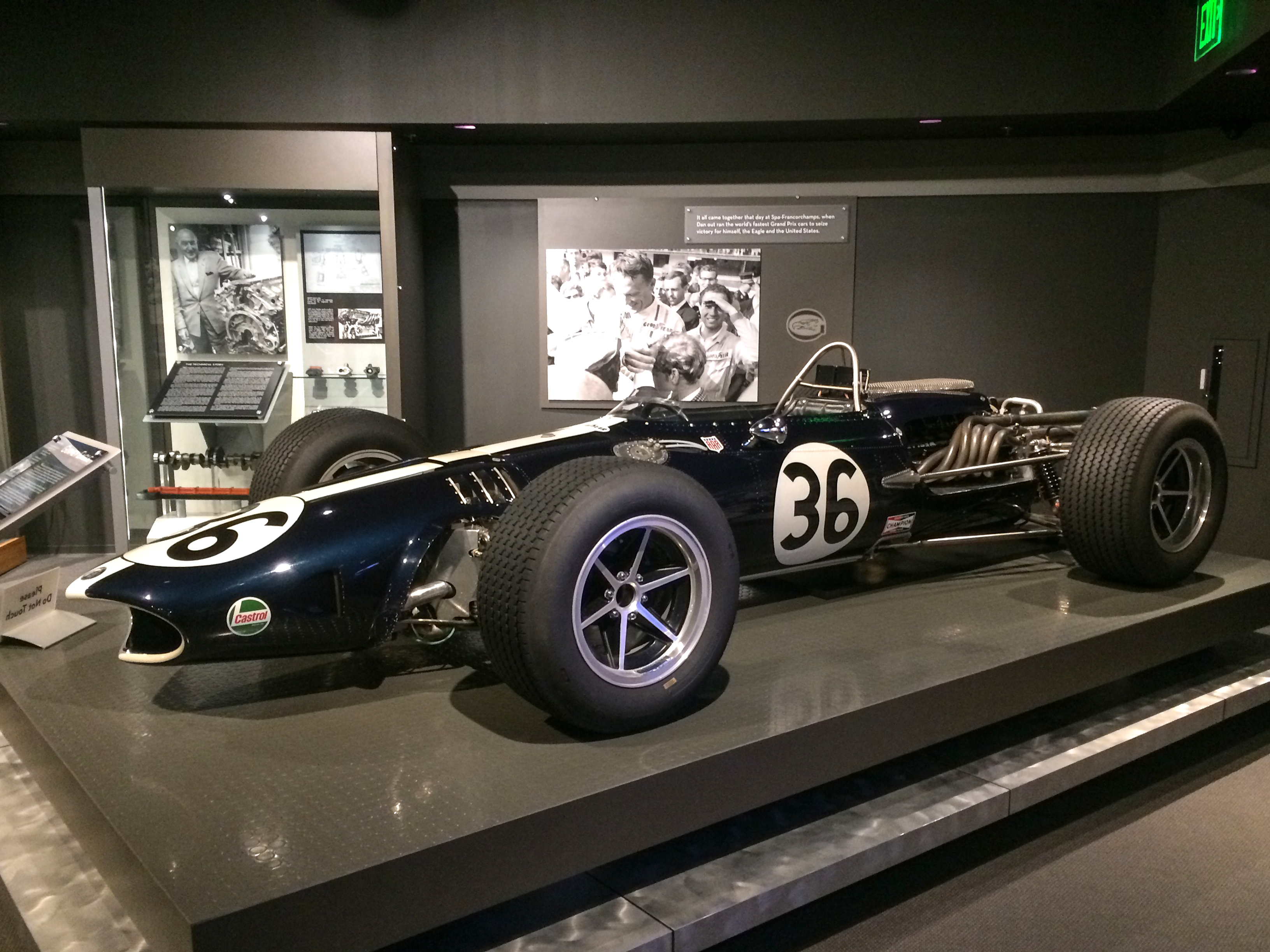
Deux Eagle T1G à moteur V12 Weslake ont été engagées par l'équipe AAR de Dan Gurney, le pilote-constructeur américain étant épaulé par son compatriote Richie Ginther.

| no  | Pilote               | Écurie                      | Constructeur | Modèle         | N° châssis    | Moteur                                    | Pneumatiques |
| --- | -------------------- | --------------------------- | ------------ | -------------- | ------------- | ----------------------------------------- | ------------ |
| 1   | Jean-Pierre Beltoise | Matra Sports                | Matra        | Matra MS5/6    | MS5/15        | Ford Cosworth FVA L4                      | D            |
| 2   | Johnny Servoz-Gavin  | Matra Sports                | Matra        | Matra MS5/6    | MS5/04 MS5/15 | Ford Cosworth FVA L4 Ford Cosworth FVA L4 | D F          |
| 3   | Guy Ligier           | Privé                       | Cooper       | Cooper T81     | F1-7-66       | Maserati 9/F1 V12                         | D            |
| 4   | Jackie Stewart       | Owen Racing Organisation    | BRM          | BRM P261       | 2616          | BRM P60 V8                                | F            |
| 4T  | Jackie Stewart       | Owen Racing Organisation    | BRM          | BRM P83        | 8303          | BRM P75 H16                               | D            |
| 5   | Mike Spence          | Owen Racing Organisation    | BRM          | BRM P83        | 8302          | BRM P75 H16                               | D            |
| 6   | Piers Courage        | Reg Parnell Racing          | BRM          | BRM P261       | 2614          | BRM P60 V8                                | D            |
| 7   | John Surtees         | Honda Racing                | Honda        | Honda RA273    | F103          | Honda RA273E V12                          | F            |
| 7T  | John Surtees         | Honda Racing                | Honda        | Honda RA273    | F102          | Honda RA273E V12                          | F            |
| 8   | Jack Brabham         | Brabham Racing Organisation | Brabham      | Brabham BT19   | F1-1-65       | Repco 620 V8 Repco 740 V8                 | G            |
| 9   | Denny Hulme          | Brabham Racing Organisation | Brabham      | Brabham BT20   | F1-2-66       | Repco 620 V8                              | G            |
| 10  | Jochen Rindt         | Cooper Car Company          | Cooper       | Cooper T81 B   | F1-1-67       | Maserati 9/F1 V12                         | F            |
| 10T | Jochen Rindt         | Cooper Car Company          | Cooper       | Cooper T81     | F1-3-66       | Maserati 9/F1 V12                         | F            |
| 11  | Pedro Rodríguez      | Cooper Car Company          | Cooper       | Cooper T81     | F1-6-66       | Maserati 9/F1 V12                         | F            |
| 12  | Jim Clark            | Team Lotus                  | Lotus        | Lotus 33       | 33 R14        | Coventry Climax FWMV V8                   | F            |
| 14  | Graham Hill          | Team Lotus                  | Lotus        | Lotus 33       | 33 R11        | BRM P56 V8                                | F            |
| 15  | Bob Anderson         | DW Racing Enterprises       | Brabham      | Brabham BT11   | F1-5-64       | Coventry Climax FPF L4                    | F            |
| 16  | Bruce McLaren        | Bruce McLaren Motor Racing  | McLaren      | McLaren M4B    | M4B/1         | BRM P111 V8                               | G            |
| 17  | Joseph Siffert       | Rob Walker/Jack Durlacher   | Cooper       | Cooper T81     | F1-2-66       | Maserati 9/F1 V12                         | F            |
| 18  | Lorenzo Bandini      | SpA Ferrari SEFAC           | Ferrari      | Ferrari 312/67 | 312/0001      | Ferrari 242 V12                           | F            |
| 19  | Ludovico Scarfiotti  | SpA Ferrari SEFAC           | Ferrari      | Ferrari 312/67 | 312/0005      | Ferrari 242 V12                           | F            |
| 20  | Chris Amon           | SpA Ferrari SEFAC           | Ferrari      | Ferrari 312/67 | 312/0003      | Ferrari 242 V12                           | F            |
| 21  | Joakim Bonnier       | Joakim Bonnier Racing Team  | Cooper       | Cooper T81     | F1-5-66       | Maserati 9/F1 V12                         | F            |
| 22  | Richie Ginther       | Anglo American Racers       | Eagle        | Eagle T1G      | 102 103       | Weslake 58 V12 Weslake 58 V12             | G            |
| 23  | Dan Gurney           | Anglo American Racers       | Eagle        | Eagle T1G      | 103 102       | Weslake 58 V12 Weslake 58 V12             | G            |

## Qualifications
Trois séances qualificatives sont prévues, le jeudi après-midi, le vendredi matin et le samedi après-midi précédant la course. Les organisateurs ont garanti une place au départ pour les pilotes des équipes des écuries officielles ayant au moins trois ans d'existence, la liste des concurrents qualifiés d'office étant la suivante :
- Jackie Stewart et Mike Spence (Owen Racing Organisation)
- Jack Brabham et Denny Hulme (Brabham Racing Organisation)
- John Surtees (Honda Racing)
- Jochen Rindt et Pedro Rodríguez (Cooper Car Company)
- Jim Clark et Graham Hill (Team Lotus)
- Lorenzo Bandini et Chris Amon (Scuderia Ferrari)

Ludovico Scarfiotti, inscrit sur la troisième Ferrari, était également qualifié d'office, son forfait libérant une place sur la grille de départ. Seize pilotes étant admis au départ, huit pilotes vont se disputer les cinq places restantes :
- Jean-Pierre Beltoise et Johnny Servoz-Gavin (Matra Sports)
- Bruce McLaren (Bruce McLaren Motor Racing)
- Richie Ginther et Dan Gurney (Anglo American Racers)
- Bob Anderson (DW Racing Enterprises)
- Joseph Siffert (Rob Walker/Jack Durlacher)

### Première séance - jeudi 4 mai
Il fait beau mais relativement froid lorsque commence les premiers essais officiels, le jeudi après-midi. Retardé par une grève des transports maritimes, le camion du Team Lotus n'est pas encore arrivé aussi Jim Clark et Graham Hill se retrouvent-ils sans volant. En début de session, la plupart des pilotes cherchent avant tout à trouver les meilleurs réglages et n'attaquent pas outre mesure, restant à plus de cinq secondes du record du tour. Ce n'est qu'en fin de séance que les premiers temps de référence vont être établis, Jackie Stewart se montrant finalement le meilleur au volant de l'ancienne BRM à moteur V8, tournant à 126,5 km/h de moyenne. Le pilote écossais a également essayé la «16 cylindres», qui s'est révélée moins performante. Dans un style très spectaculaire, Denny Hulme a réalisé le deuxième meilleur temps au volant de sa Brabham, devançant de peu la Ferrari de Lorenzo Bandini et l'Eagle de Dan Gurney. Jack Brabham a coulé une bielle avant d'avoir pu effectuer un tour rapide et se retrouve parmi les derniers, tout comme Bruce McLaren dont les essais ont été interrompus à la suite d'une rupture de suspension arrière.

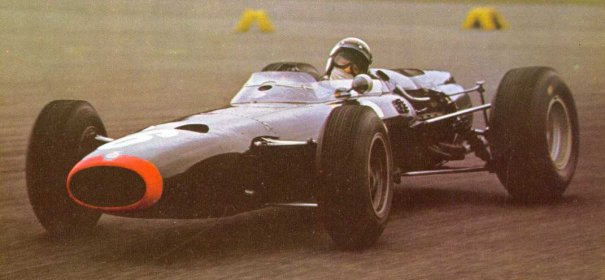
Au volant de sa BRM V8, Jackie Stewart s'est montré le plus rapide lors de la première journée d'essais.

| Pos. | Pilote               | Écurie          | Temps        | Écart    |
| ---- | -------------------- | --------------- | ------------ | -------- |
| 1    | Jackie Stewart       | BRM             | 1 min 29 s 5 |          |
| 2    | Denny Hulme          | Brabham-Repco   | 1 min 30 s 2 | + 0 s 7  |
| 3    | Lorenzo Bandini      | Ferrari         | 1 min 30 s 4 | + 0 s 9  |
| 4    | Dan Gurney           | Eagle-Weslake   | 1 min 30 s 5 | + 1 s 0  |
| 5    | Mike Spence          | BRM             | 1 min 31 s 1 | + 1 s 6  |
| 6    | John Surtees         | Honda           | 1 min 31 s 3 | + 1 s 8  |
| 7    | Joseph Siffert       | Cooper-Maserati | 1 min 31 s 7 | + 2 s 2  |
| 8    | Piers Courage        | BRM             | 1 min 32 s 1 | + 2 s 6  |
| 9    | Bob Anderson         | Brabham-Climax  | 1 min 32 s 6 | + 3 s 1  |
| 10   | Jean-Pierre Beltoise | Matra-Cosworth  | 1 min 32 s 9 | + 3 s 4  |
| 11   | Richie Ginther       | Eagle-Weslake   | 1 min 33 s 2 | + 3 s 7  |
| 12   | Bruce McLaren        | McLaren-BRM     | 1 min 33 s 4 | + 3 s 9  |
| 13   | Jack Brabham         | Brabham-Repco   | 1 min 34 s 0 | + 4 s 5  |
| 14   | Chris Amon           | Ferrari         | 1 min 34 s 1 | + 4 s 6  |
| 15   | Johnny Servoz-Gavin  | Matra-Cosworth  | 1 min 34 s 5 | + 5 s 0  |
| 16   | Jochen Rindt         | Cooper-Maserati | 1 min 35 s 6 | + 6 s 1  |
| 17   | Pedro Rodríguez      | Cooper-Maserati | 1 min 42 s 7 | + 13 s 2 |

### Deuxième séance - vendredi 5 mai
Les deux Lotus officielles sont arrivées dans la nuit et se montrent d'emblée compétitives lors des essais du vendredi matin, Clark établissement bientôt un temps record, à 127 km/h de moyenne. C'est cependant Surtees qui, tirant le maximum de sa lourde et puissante Honda, va se révéler le plus rapide de cette session, à 128 km/h et reléguant Clark à plus d'une demi-seconde. Stewart essaie ses deux voitures et, bien que réalisant un temps très acceptable avec la puissante H16, va une nouvelle fois se montrer plus performant avec la V8, avec laquelle il réalise le deuxième meilleur temps. Gurney a échangé sa voiture avec celle de son coéquipier Ginther et va se montrer une seconde plus rapide que la veille. Brabham a fait monter un tout nouveau moteur sur sa monoplace et s'est contenté de le roder, n'accomplissant aucun tour rapide. Bandini est quant à lui sorti de la piste devant l'hôtel Mirabeau et a endommagé la suspension de sa Ferrari avant d'avoir pu réaliser une performance significative, alors que Jean-Pierre Beltoise n'a presque pas tourné, la suspension arrière de sa Matra s'étant affaissée en début de session. Son coéquipier Johnny Servoz-Gavin s'est quant à lui montré très impressionnant sur sa petite F2 lestée et semble en passe d'obtenir une place sur la grille de départ.

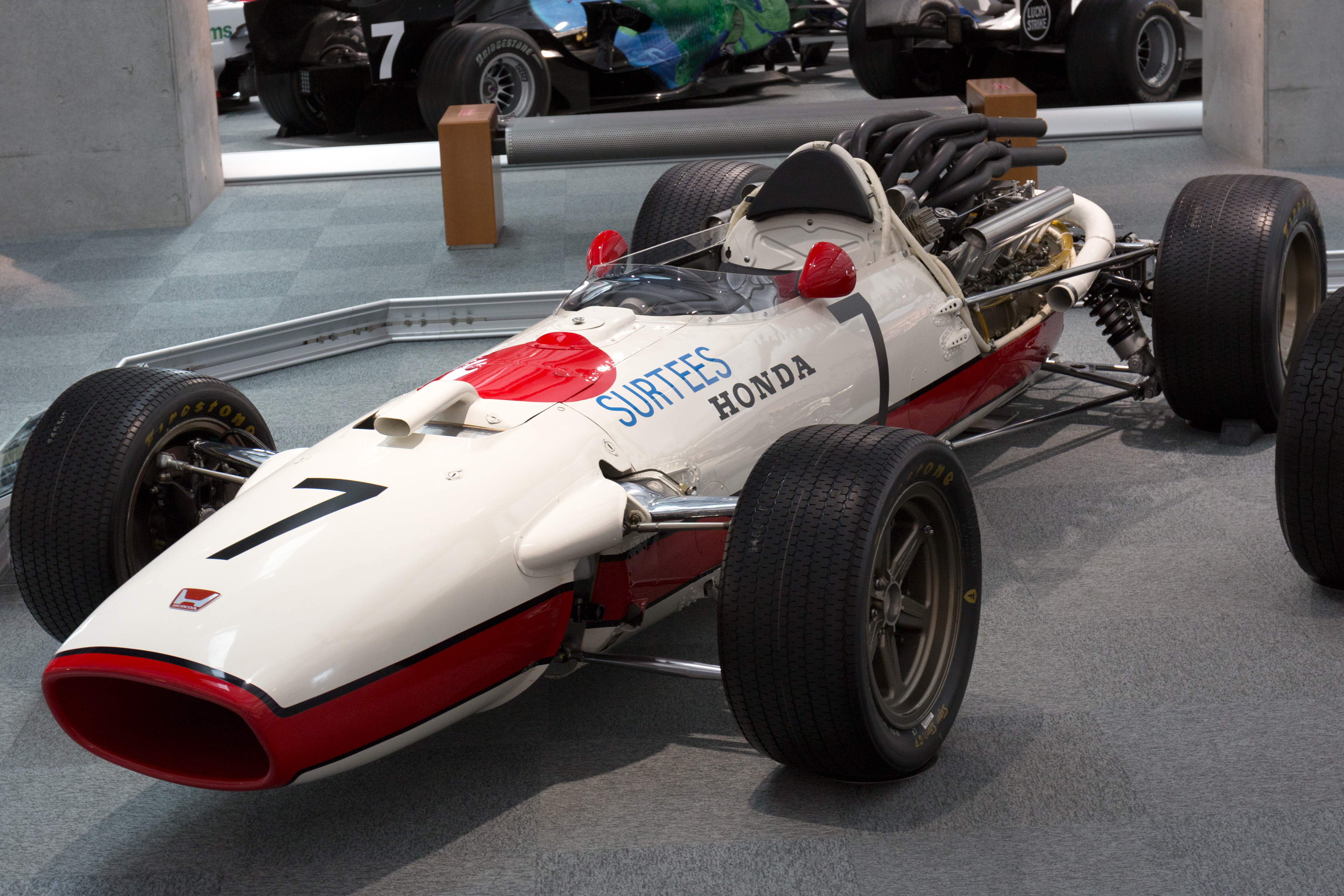
La Honda RA273 de John Surtees a dominé la deuxième journée d'essais.

| Pos. | Pilote               | Écurie          | Temps        | Écart    |
| ---- | -------------------- | --------------- | ------------ | -------- |
| 1    | John Surtees         | Honda           | 1 min 28 s 4 |          |
| 2    | Jackie Stewart       | BRM             | 1 min 29 s 0 | + 0 s 6  |
| 3    | Jim Clark            | Lotus-Climax    | 1 min 29 s 1 | + 0 s 7  |
| 4    | Dan Gurney           | Eagle-Weslake   | 1 min 29 s 3 | + 0 s 9  |
| 5    | Denny Hulme          | Brabham-Repco   | 1 min 29 s 9 | + 1 s 5  |
| 6    | Graham Hill          | Lotus-BRM       | 1 min 29 s 9 | + 1 s 5  |
| 7    | Joseph Siffert       | Cooper-Maserati | 1 min 30 s 0 | + 1 s 6  |
| 8    | Bruce McLaren        | McLaren-BRM     | 1 min 30 s 5 | + 2 s 1  |
| 9    | Mike Spence          | BRM             | 1 min 30 s 6 | + 2 s 2  |
| 10   | Piers Courage        | BRM             | 1 min 30 s 6 | + 2 s 2  |
| 11   | Jochen Rindt         | Cooper-Maserati | 1 min 30 s 8 | + 2 s 4  |
| 12   | Chris Amon           | Ferrari         | 1 min 30 s 8 | + 2 s 4  |
| 13   | Johnny Servoz-Gavin  | Matra-Cosworth  | 1 min 31 s 8 | + 3 s 4  |
| 14   | Richie Ginther       | Eagle-Weslake   | 1 min 32 s 2 | + 3 s 8  |
| 15   | Bob Anderson         | Brabham-Climax  | 1 min 32 s 5 | + 4 s 1  |
| 16   | Lorenzo Bandini      | Ferrari         | 1 min 33 s 0 | + 4 s 6  |
| 17   | Pedro Rodríguez      | Cooper-Maserati | 1 min 35 s 1 | + 6 s 7  |
| 18   | Jack Brabham         | Brabham-Repco   | 1 min 39 s 5 | + 11 s 1 |
| 19   | Jean-Pierre Beltoise | Matra-Cosworth  | 1 min 52 s 5 | + 24 s 1 |

### Troisième séance - samedi 6 mai
Il a plu le samedi matin et la piste va rester mouillée une bonne partie de la journée. La dernière session qualificative se tenant en fin d'après-midi, après les deux séries éliminatoires de la course de Formule 3, la trajectoire a un peu séché lorsque les pilotes de F1 quittent les stands. La séance va être très disputée, les meilleurs luttant pour la pole position tandis que ceux devant se qualifier tentent à tout prix de décrocher une place sur la grille. Bandini va se montrer très rapide au volant de sa Ferrari, parvenant à battre d'un dixième de seconde le temps réalisé la veille par Surtees. Clark et Hulme ne sont pas loin derrière mais un problème de boîte de vitesses sur sa Lotus va empêcher Hill de défendre pleinement ses chances, le Britannique ne pouvant plus utiliser le second rapport. Rindt ayant endommagé la suspension de sa monoplace sur un trottoir et le moteur de Rodríguez ne fonctionnant pas correctement, les deux Cooper officielles sont hors du coup. Stewart a définitivement renoncé à utiliser sa «16 cylindres» et tourne assidument avec la V8, mais il ne parviendra pas à améliorer son chrono du vendredi. McLaren réalise quant à lui un temps très prometteur, assurant sa qualification. Sa performance de la veille a assuré à Gurney sa présence au départ ; il est ainsi pour Siffert qui avec sa Cooper privée a nettement battu les deux Cooper d'usine. Servoz-Gavin a une nouvelle fois stupéfait ses adversaires avant que ses essais ne soient brutalement interrompus à cause d'une fausse manœuvre de Bandini lorsque le pilote italien loupe un changement de vitesses dans le tunnel, le Français l'évitant au prix d'un contact avec le rail de sécurité endommageant sérieusement la coque de sa Matra. Son coéquipier Beltoise a quant à lui effectué un surrégime et cassé son moteur et n'a pu se qualifier, devancé par Courage qui obtient la dernière place disponible. les deux autres pilotes éliminés sont Bob Anderson et Richie Ginther. Alors que Bandini semblait s'être imposé, Brabham, a sorti le grand jeu dans son dernier tour lancé, accompli à 129,2 km/h de moyenne, battant de sept dixièmes de secondes le leader de la Scuderia Ferrari et s'assurant la pole position. Grâce à son excellent chrono du vendredi, Surtees s'élancera à la corde de la deuxième ligne, au côté de Hulme et devant Clark et Stewart.

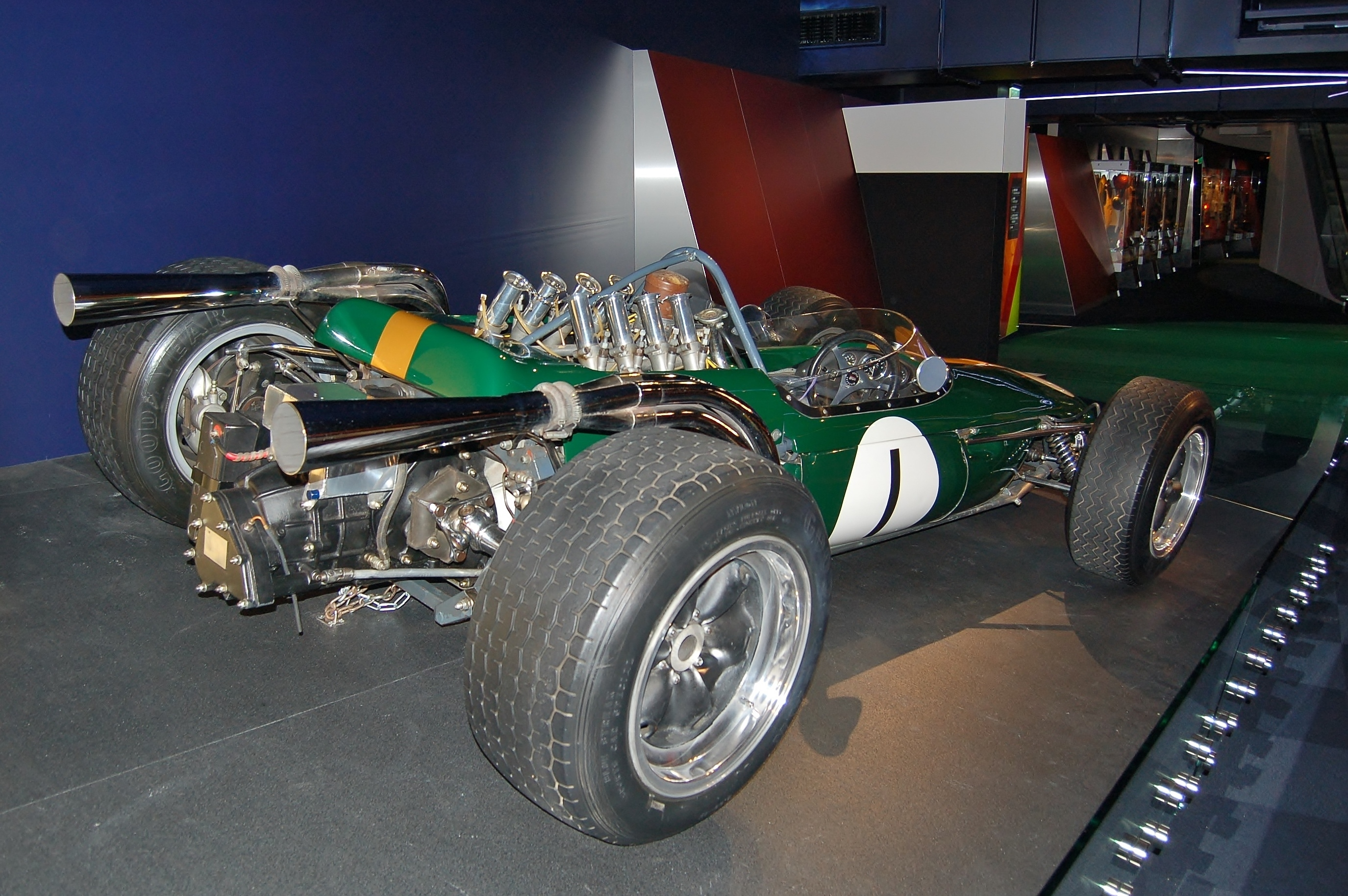
La Brabham BT19 de Jack Brabham ; malchanceux lors des deux premières séances qualificatives, le champion en titre a réalisé un tour record dans la troisième et s'est octroyé la pole position.

| Pos. | Pilote               | Écurie          | Temps        | Écart   |
| ---- | -------------------- | --------------- | ------------ | ------- |
| 1    | Jack Brabham         | Brabham-Repco   | 1 min 27 s 6 |         |
| 2    | Lorenzo Bandini      | Ferrari         | 1 min 28 s 3 | + 0 s 7 |
| 3    | Denny Hulme          | Brabham-Repco   | 1 min 28 s 8 | + 1 s 2 |
| 4    | Jim Clark            | Lotus-Climax    | 1 min 28 s 8 | + 1 s 2 |
| 5    | Jackie Stewart       | BRM             | 1 min 29 s 1 | + 1 s 5 |
| 6    | Bruce McLaren        | McLaren-BRM     | 1 min 30 s 0 | + 2 s 4 |
| 7    | Dan Gurney           | Eagle-Weslake   | 1 min 30 s 0 | + 2 s 4 |
| 8    | Joseph Siffert       | Cooper-Maserati | 1 min 30 s 1 | + 2 s 5 |
| 9    | Graham Hill          | Lotus-BRM       | 1 min 30 s 2 | + 2 s 6 |
| 10   | Johnny Servoz-Gavin  | Matra-Cosworth  | 1 min 30 s 4 | + 2 s 8 |
| 11   | Bob Anderson         | Brabham-Climax  | 1 min 30 s 6 | + 3 s 0 |
| 12   | Chris Amon           | Ferrari         | 1 min 30 s 7 | + 3 s 1 |
| 13   | Mike Spence          | BRM             | 1 min 30 s 8 | + 3 s 2 |
| 14   | Jean-Pierre Beltoise | Matra-Cosworth  | 1 min 31 s 0 | + 3 s 4 |
| 15   | Richie Ginther       | Eagle-Weslake   | 1 min 31 s 1 | + 3 s 5 |
| 16   | Jochen Rindt         | Cooper-Maserati | 1 min 31 s 1 | + 3 s 5 |
| 17   | John Surtees         | Honda           | 1 min 31 s 5 | + 3 s 9 |
| 18   | Pedro Rodríguez      | Cooper-Maserati | 1 min 32 s 4 | + 4 s 8 |
| 19   | Piers Courage        | BRM             | 1 min 33 s 7 | + 6 s 1 |

### Tableau final des qualifications

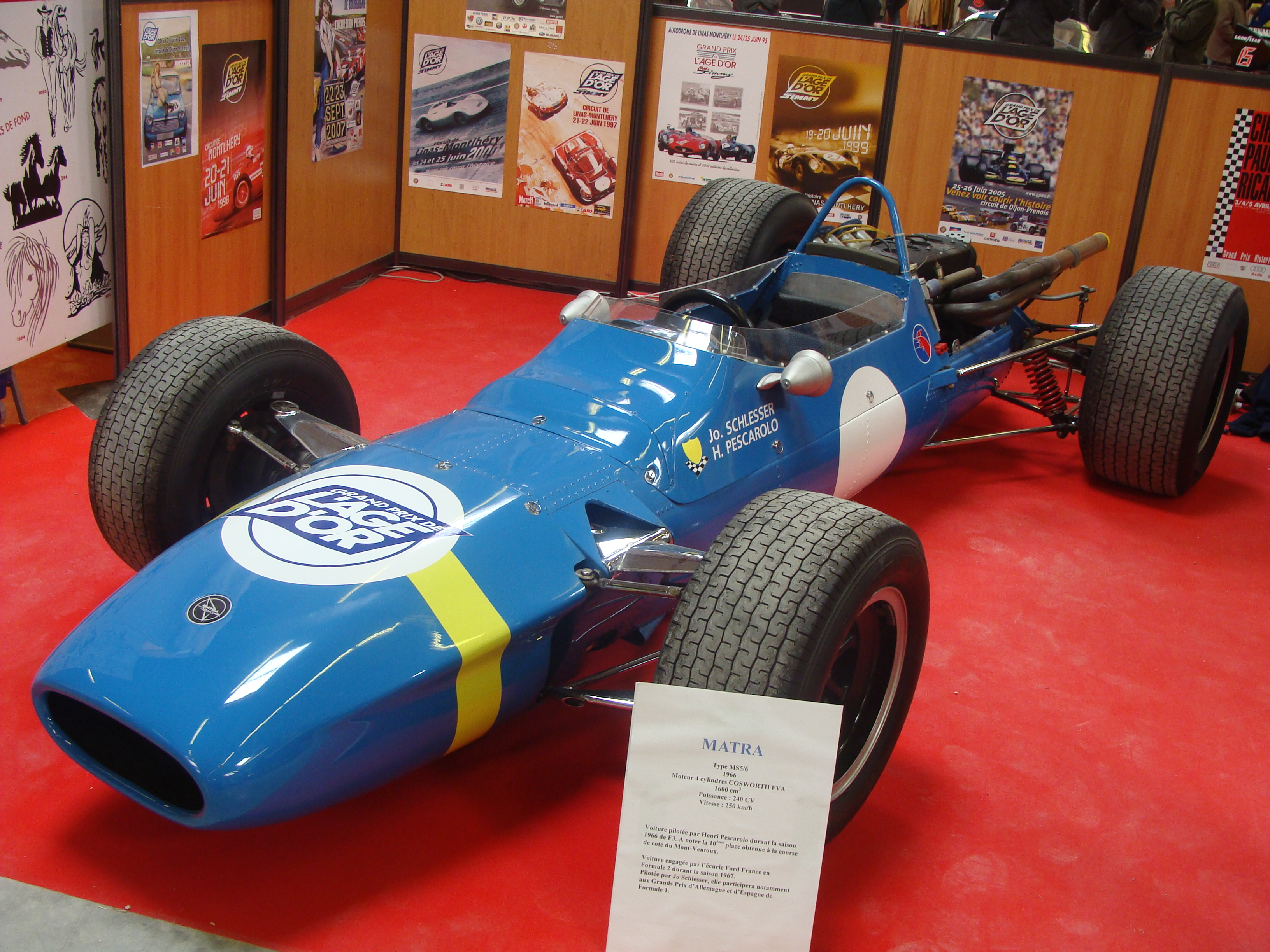
Johnny Servoz-Gavin a réussi l'exploit de qualifier sa Matra MS5/6 à moteur Cosworth FVA de Formule 2, devançant plusieurs pilotes de Formule 1.

| Pos. | Pilote               | Écurie          | Temps        | Écart   | Commentaire                                |
| ---- | -------------------- | --------------- | ------------ | ------- | ------------------------------------------ |
| 1    | Jack Brabham         | Brabham-Repco   | 1 min 27 s 6 |         | temps réalisé le samedi                    |
| 2    | Lorenzo Bandini      | Ferrari         | 1 min 28 s 3 | + 0 s 7 | temps réalisé le samedi                    |
| 3    | John Surtees         | Honda           | 1 min 28 s 4 | + 0 s 8 | temps réalisé le vendredi                  |
| 4    | Denny Hulme          | Brabham-Repco   | 1 min 28 s 8 | + 1 s 2 | temps réalisé le samedi                    |
| 5    | Jim Clark            | Lotus-Climax    | 1 min 28 s 8 | + 1 s 2 | temps réalisé le samedi                    |
| 6    | Jackie Stewart       | BRM             | 1 min 29 s 0 | + 1 s 4 | temps réalisé le vendredi                  |
| 7    | Dan Gurney           | Eagle-Weslake   | 1 min 29 s 3 | + 1 s 7 | temps réalisé le vendredi                  |
| 8    | Graham Hill          | Lotus-BRM       | 1 min 29 s 9 | + 2 s 3 | temps réalisé le vendredi                  |
| 9    | Joseph Siffert       | Cooper-Maserati | 1 min 30 s 0 | + 2 s 4 | temps réalisé le vendredi                  |
| 10   | Bruce McLaren        | McLaren-BRM     | 1 min 30 s 0 | + 2 s 4 | temps réalisé le samedi                    |
| 11   | Johnny Servoz-Gavin  | Matra-Cosworth  | 1 min 30 s 4 | + 2 s 8 | temps réalisé le samedi                    |
| 12   | Mike Spence          | BRM             | 1 min 30 s 6 | + 3 s 0 | temps réalisé le vendredi                  |
| 13   | Piers Courage        | BRM             | 1 min 30 s 6 | + 3 s 0 | temps réalisé le vendredi                  |
| 14   | Bob Anderson         | Brabham-Climax  | 1 min 30 s 6 | + 3 s 0 | temps réalisé le samedi - 1er non qualifié |
| 15   | Chris Amon           | Ferrari         | 1 min 30 s 7 | + 3 s 1 | temps réalisé le samedi                    |
| 16   | Jochen Rindt         | Cooper-Maserati | 1 min 30 s 8 | + 3 s 2 | temps réalisé le vendredi                  |
| 17   | Jean-Pierre Beltoise | Matra-Cosworth  | 1 min 31 s 0 | + 3 s 4 | temps réalisé le samedi - 2e non qualifié  |
| 18   | Richie Ginther       | Eagle-Weslake   | 1 min 31 s 1 | + 3 s 5 | temps réalisé le samedi - 3e non qualifié  |
| 19   | Pedro Rodríguez      | Cooper-Maserati | 1 min 32 s 4 | + 4 s 8 | temps réalisé le samedi                    |

## Grille de départ

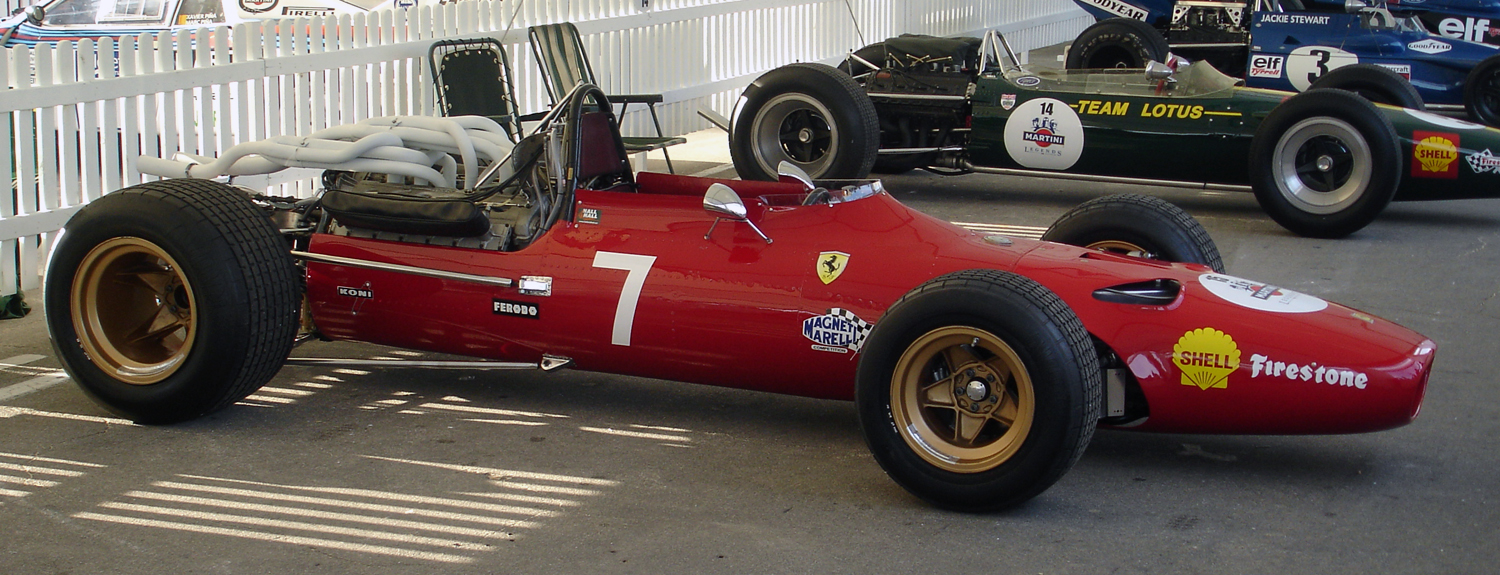
Une Ferrari 312 semblable à celle de Lorenzo Bandini, deuxième meilleur temps des essais.

| 1re ligne | Pos. 1                      |                                 | Pos. 2                       |                               |
|           | Brabham 1 min 27 s 6        |                                 | Bandini Ferrari 1 min 28 s 3 |                               |
| 2e ligne  |                             | Pos. 3                          |                              | Pos. 4                        |
|           |                             | Surtees Honda 1 min 28 s 4      |                              | Hulme Brabham 1 min 28 s 8    |
| 3e ligne  | Pos. 5                      |                                 | Pos. 6                       |                               |
|           | Clark Lotus 1 min 28 s 8    |                                 | Stewart BRM 1 min 29 s 0     |                               |
| 4e ligne  |                             | Pos. 7                          |                              | Pos. 8                        |
|           |                             | Gurney Eagle 1 min 29 s 3       |                              | G. Hill Lotus 1 min 29 s 9    |
| 5e ligne  | Pos. 9                      |                                 | Pos. 10                      |                               |
|           | Siffert Cooper 1 min 30 s 0 |                                 | McLaren 1 min 30 s 0         |                               |
| 6e ligne  |                             | Pos. 11                         |                              | Pos. 12                       |
|           |                             | Servoz-Gavin Matra 1 min 30 s 4 |                              | Spence BRM 1 min 30 s 6       |
| 7e ligne  | Pos. 13                     |                                 | Pos. 14                      |                               |
|           | Courage BRM 1 min 30 s 6    |                                 | Amon Ferrari 1 min 30 s 7    |                               |
| 8e ligne  |                             | Pos. 15                         |                              | Pos. 16                       |
|           |                             | Rindt Cooper 1 min 30 s 8       |                              | Rodriguez Cooper 1 min 32 s 4 |

## Déroulement de la course
Il fait beau et chaud lorsque les voitures sont alignées sur la grille, à la sortie du virage du Gazomètre, en début d'après-midi. Quand l'ancien pilote monégasque Louis Chiron libère les seize monoplaces, Lorenzo Bandini prend immédiatement l'avantage et aborde le virage de Sainte Dévote avec une longueur d'avance sur Jack Brabham. Bandini conserve la tête dans la montée du Casino, devant les deux Brabham officielles, le champion du monde étant talonné par son coéquipier Denny Hulme et par la BRM de Jackie Stewart. Derrière, la lourde Honda de John Surtees est moins vive que la Lotus de Jim Clark, qui tente de se porter à sa hauteur mais se fait surprendre lorsque Surtees se rabat devant lui ; le pilote écossais freine et rétrograde brutalement pour l'éviter, ne pouvant éviter un surrégime qui va légèrement endommager la distribution du V8, qui ne pourra plus tourner à plein régime. Peu avant l'hôtel Mirabeau, une bielle du V8 de Brabham casse et de l'huile asperge les roues arrière de sa monoplace, qui part aussitôt en tête-à-queue, semant la confusion au sein du peloton. Dans la mêlée, Siffert endommage le radiateur d'huile de sa Cooper et devra effectuer un long arrêt au stand pour le faire réparer, tandis que Jochen Rindt, sur sa Cooper d'usine, s'est habilement faufilé et a gagné de nombreuses places. Alors que Brabham, persuadé d'avoir un problème de transmission, regagne lentement son stand ignorant qu'il laisse des trainées de lubrifiant sur la piste, Bandini repasse devant les tribunes avec une seconde et demie d'avance sur Hulme. Troisième sur sa BRM, Jackie Stewart mène le reste de la meute, devant Surtees. Clark a rétrogradé à la septième place, derrière l'Eagle de Dan Gurney et la petite McLaren de Bruce McLaren. Moteur totalement hors d'usage, Brabham doit renoncer, tandis que Siffert perdra près d'une demi-heure avant que sa monoplace ne puisse reprendre la piste. Malgré le ciment répandu sur la piste par les commissaires de course, les abords de la chicane du port sont extrêmement glissants lorsque les concurrents l'abordent pour la deuxième fois. Voyant le drapeau rouge et jaune agité, Bandini a nettement levé le pied et a immédiatement été débordé par Hulme, Stewart dépassant le pilote italien aussitôt le virage. Persuadé qu'un carambolage va se produire à cet endroit, Clark préfère s'engouffrer dans l'échappatoire mais le reste du peloton passe sans encombre. Le champion écossais va devoir pousser sa Lotus pour la ramener sur la piste, repartant en quatorzième position après avoir perdu une demi-minute. Hulme compte alors une demi-seconde d'avance sur Stewart, Bandini venant une seconde plus loin, Surtees devançant le reste du peloton, bientôt privé de la Matra de Johnny Servoz-Gavin, qui va rester très longtemps immobilisé pour un problème d'injection. Gurney ne reste pas longtemps bloqué derrière Surtees, qu'il déborde au cours du troisième tour, dépassant Bandini au suivant et s'emparant de la troisième place. Il se trouve alors à trois secondes de Stewart, et à quatre de Hulme, toujours en tête, et semble en mesure de revenir sur eux quand un problème d'entraînement de pompe à essence met soudainement fin à son beau début de course. Derrière Hulme et Stewart, toujours distants d'une seconde, Bandini retrouve la troisième place, à six secondes toutefois de la Brabham de tête. Surtees est une seconde plus loin, précédant Jochen Rindt qui vient de dépasser McLaren après avoir pris l'avantage sur la Lotus de Graham Hill. Les conditions d'adhérence s'améliorent peu à peu et Stewart hausse le rythme, revient dans le sillage de Hulme qu'il parvient à dépasser sur la ligne droite du port au cours du septième tour. Tournant de plus en plus vite, l'Écossais va dès lors se détacher progressivement. Il a porté son avance à près de sept secondes lorsque, au quinzième tour, il regagne son stand au ralenti, différentiel cassé ; l'abandon est inévitable. Rindt (qui venait de perdre la sixième place au profit de Clark, auteur d'une fulgurante remontée) abandonne également, boîte de vitesses hors d'usage. Hulme a repris le commandement de la course, six secondes devant Bandini. Surtees et McLaren viennent un peu plus loin. Désormais cinquième, Clark est à moins de vingt-secondes de la Brabham de tête et précède de quatre secondes son coéquipier Hill. L'écart entre les deux premiers va alors se creuser rapidement, Hulme tournant à près de 125 km/h de moyenne, doublant en quelques tours son avance sur la Ferrari. Pressé par Surtees et McLaren qui se sont rapprochés de lui, Bandini tente alors de contre-attaquer, stabilisant son retard sur le leader. Au quart de la course, quatorze secondes séparent les deux premiers, tandis que Surtees et McLaren, qui roulent de concert, ne sont qu'à deux secondes de la Ferrari. Cinquième, Clark revient peu à peu sur les voitures qui le précèdent, alors que son coéquipier Hill, handicapé par un embrayage qui patine, effectue une course d'attente et vient de se faire dépasser par la deuxième Ferrari, pilotée par Chris Amon. Le moteur de Surtees commence alors à fumer étrangement et le pilote britannique ne peut contenir longtemps McLaren, qui le double au cours du vingt-huitième tour. Le V12 perd de plus en plus de puissance et la Honda ralentit nettement, Clark la débordant au tour suivant pour s'emparer de la quatrième place. Surtees poursuit néanmoins sa course en tentant de ménager sa mécanique mais un piston a cédé et la monoplace japonaise n'achèvera pas son trente-troisième tour. Hulme possède alors près de dix-huit secondes d'avance sur Bandini, McLaren venant quatre secondes plus loin. Clark a nettement accéléré la cadence et se rapproche du pilote-constructeur. Respectivement cinquième et sixième, Amon et Hill sont beaucoup plus loin. Les autres pilotes restant en course sont à plus d'un tour.

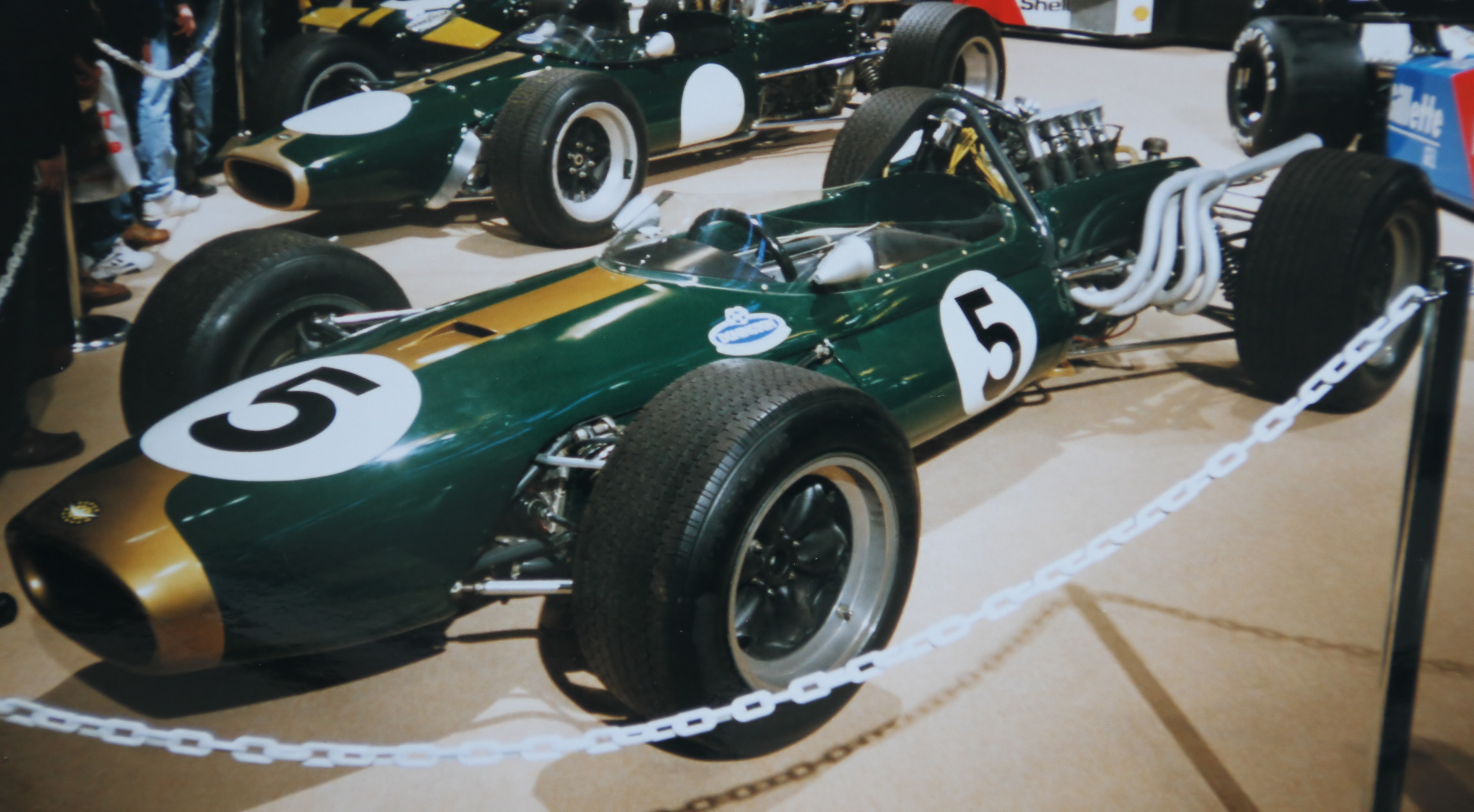
Une Brabham BT20 semblable à celle de Denny Hulme, vainqueur à Monaco de son premier Grand Prix.

Bien qu'ayant haussé le rythme, Bandini ne semble pas vraiment une menace pour Hulme et se voit même progressivement rattrapé par McLaren, mais la remontée de Clark tient le public en haleine. Le pilote écossais est alors, malgré un régime moteur limité depuis l'incident du départ à 8500 tr/min, le plus rapide en piste. Au trente-huitième tour, il s'attribue le record officiel du circuit, à 126,5 km/h de moyenne et n'est plus qu'à deux secondes de McLaren. Deux boucles plus tard, il est revenu dans les échappements du Néo-Zélandais. Après plusieurs tentatives infructueuses pour le dépasser, il s'apprête à l'attaquer de nouveau lorsque, à la fin du quarante-troisième tour, au virage du bureau de tabac, un porte-moyeu de la Lotus cède brusquement et Clark part en tête-à-queue, sa monoplace échouant dans le mur, suspension hors d'usage. Menacé par McLaren qui n'est que trois secondes derrière lui, Bandini a réduit son retard et ne se trouve plus qu'à une dizaine de secondes de Hulme. L'Italien va poursuivre son effort et, à la mi-course, il est revenu à huit secondes de la Brabham et a légèrement creusé l'écart sur McLaren. Amon roule isolé en quatrième position, ayant facilement distancé Hill, toujours ralenti par des problèmes d'embrayage mais qui assure sereinement sa cinquième place, très loin devant la BRM de Mike Spence et la Cooper de Pedro Rodríguez (dont le moteur fonctionne mal) qui accusent plus de deux tours de retard. Malgré tous ses efforts, Bandini ne va pas parvenir pas à réduire significativement son retard sur Hulme, sept secondes séparant encore les deux hommes à l'issue du soixantième tour. McLaren n'a pu tenir le rythme et accuse désormais dix-sept secondes de retard sur l'homme de tête. Quatrième, Amon est une demi-minute derrière tandis que Hill, toujours cinquième, est à plus d'un tour. La victoire se dessine peu à peu pour Hulme, qui maintient une allure rapide et régulière alors que son adversaire commence à accuser la fatigue et à commettre de petites erreurs. L'écart grandit de nouveau, atteignant près de quinze secondes au soixante-dixième passage devant les stands. McLaren est toujours troisième, mais son moteur commence à avoir des ratés et le pilote-constructeur rejoint bientôt son stand pour faire remplacer sa batterie, une opération qui va lui coûter deux tours ; il repartira en cinquième position, derrière Amon et Hill. Dès lors, la course semble jouée. Bandini n'a pas baissé les bras mais il contrôle moins facilement sa monoplace et à deux reprises va manquer un changement de vitesses à l'épingle du gazomètre. À vingt tours de l'arrivée, son retard atteint près de vingt secondes et les positions semblent acquises. Bien que sa deuxième place ne soit pas menacée, son coéquipier Amon, troisième, étant à quarante secondes de lui, le pilote italien ne lève pas le pied. Alors qu'il aborde pour la quatre-vingt-deuxième fois la chicane du port, il ne parvient pas à tenir sa trajectoire et heurte la palissade, perdant le contrôle de sa monoplace qui se trouve projetée sur les balles de pailles appuyées contre une rembarde de fer, en sortie de virage. La Ferrari se retourne et s'embrase aussitôt, la paille attisant l'incendie. Aidés par des spectateurs courageux, les pompiers auront beaucoup de difficultés à atténuer les flammes et à dégager le pilote, après avoir retourné la voiture. Très sévèrement brûlé mais respirant encore, Bandini sera évacué vers l'hôpital le plus proche, dans un état désespéré, tandis que les commissaires de piste mettront une dizaine de minutes avant de maîtriser totalement l'incendie.
La course continue cependant, les monoplaces restant en course franchissant la chicane à vitesse réduite, au milieu des sauveteurs intervenant autour de l'épave. Hulme a désormais plus d'une minute d'avance sur Amon et ne peut plus être inquiété. Hill, troisième, est à plus d'un tour et McLaren, quatrième, à plus de deux. Il ne reste plus que six voitures en course, Rodríguez, très attardé à cause d'un V12 ne fonctionnant plus que sur dix cylindres, occupant la cinquième place devant Spence. Les positions paraissent définitivement acquises mais, à moins de dix tours de l'arrivée, Amon éclate un pneu contre un trottoir et regagne lentement son stand pour faire remplacer sa roue arrière droite. La jeune recrue de la Scuderia repartira en troisième position bien après le passage de Hill, qui hérite d'une deuxième place inespérée après avoir effectué presque toute la course avec un embrayage défaillant. L'épreuve se termine sans autre changement, Hulme remportant sa première victoire en Grand Prix et s'emparant de la tête du championnat du monde.

### Classements intermédiaires
Classements intermédiaires des monoplaces aux premier, deuxième, troisième, quatrième, cinquième, huitième, dixième, douzième, quinzième, vingtième, vingt-cinquième, trentième, quarantième, cinquantième, soixantième, soixante-dixième, quatre-vingtième et quatre-vingt-dixième tours,.

### Classement de la course

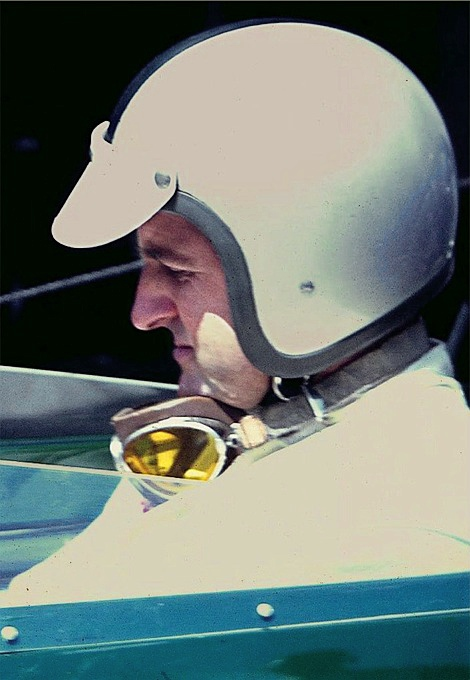
Première victoire en championnat du monde pour Denny Hulme.

| Pos  | N° | Pilote               | Écurie          | Tours | Temps/Abandon                 | Grille | Points |
| ---- | -- | -------------------- | --------------- | ----- | ----------------------------- | ------ | ------ |
| 1    | 9  | Denny Hulme          | Brabham-Repco   | 100   | 2 h 34 min 34 s 3             | 4      | 9      |
| 2    | 14 | Graham Hill          | Lotus-BRM       | 99    | 2 h 36 min 06 s 3 (+ 1 tour)  | 8      | 6      |
| 3    | 20 | Chris Amon           | Ferrari         | 98    | 2 h 35 min 57 s 8 (+ 2 tours) | 14     | 4      |
| 4    | 16 | Bruce McLaren        | McLaren-BRM     | 97    | 2 h 34 min 35 s 2 (+ 3 tours) | 10     | 3      |
| 5    | 11 | Pedro Rodríguez      | Cooper-Maserati | 96    | 2 h 34 min 57 s 7 (+ 4 tours) | 16     | 2      |
| 6    | 5  | Mike Spence          | BRM             | 96    | 2 h 35 min 54 s 7 (+ 4 tours) | 12     | 1      |
| Abd. | 18 | Lorenzo Bandini      | Ferrari         | 81    | Accident mortel               | 2      |        |
| Abd. | 6  | Piers Courage        | BRM             | 64    | Sortie de piste               | 13     |        |
| Abd. | 12 | Jim Clark            | Lotus-Climax    | 42    | Suspension                    | 5      |        |
| Abd. | 7  | John Surtees         | Honda           | 32    | Moteur                        | 3      |        |
| Abd. | 17 | Jo Siffert           | Cooper-Maserati | 31    | Pression d'huile              | 9      |        |
| Abd. | 4  | Jackie Stewart       | BRM             | 14    | Différentiel                  | 6      |        |
| Abd. | 10 | Jochen Rindt         | Cooper-Maserati | 14    | Boîte de vitesses             | 15     |        |
| Abd. | 23 | Dan Gurney           | Eagle-Weslake   | 4     | Pompe à essence               | 7      |        |
| Abd. | 2  | Johnny Servoz-Gavin  | Matra-Ford      | 4     | Injection                     | 11     |        |
| Abd. | 8  | Jack Brabham         | Brabham-Repco   | 0     | Moteur                        | 1      |        |
| Nq.  | 15 | Bob Anderson         | Brabham-Climax  |       | Non qualifié                  |        |        |
| Nq.  | 1  | Jean-Pierre Beltoise | Matra-Ford      |       | Non qualifié                  |        |        |
| Nq.  | 22 | Richie Ginther       | Eagle-Weslake   |       | Non qualifié                  |        |        |

Légende :
- Abd.=Abandon

### Pole position et record du tour

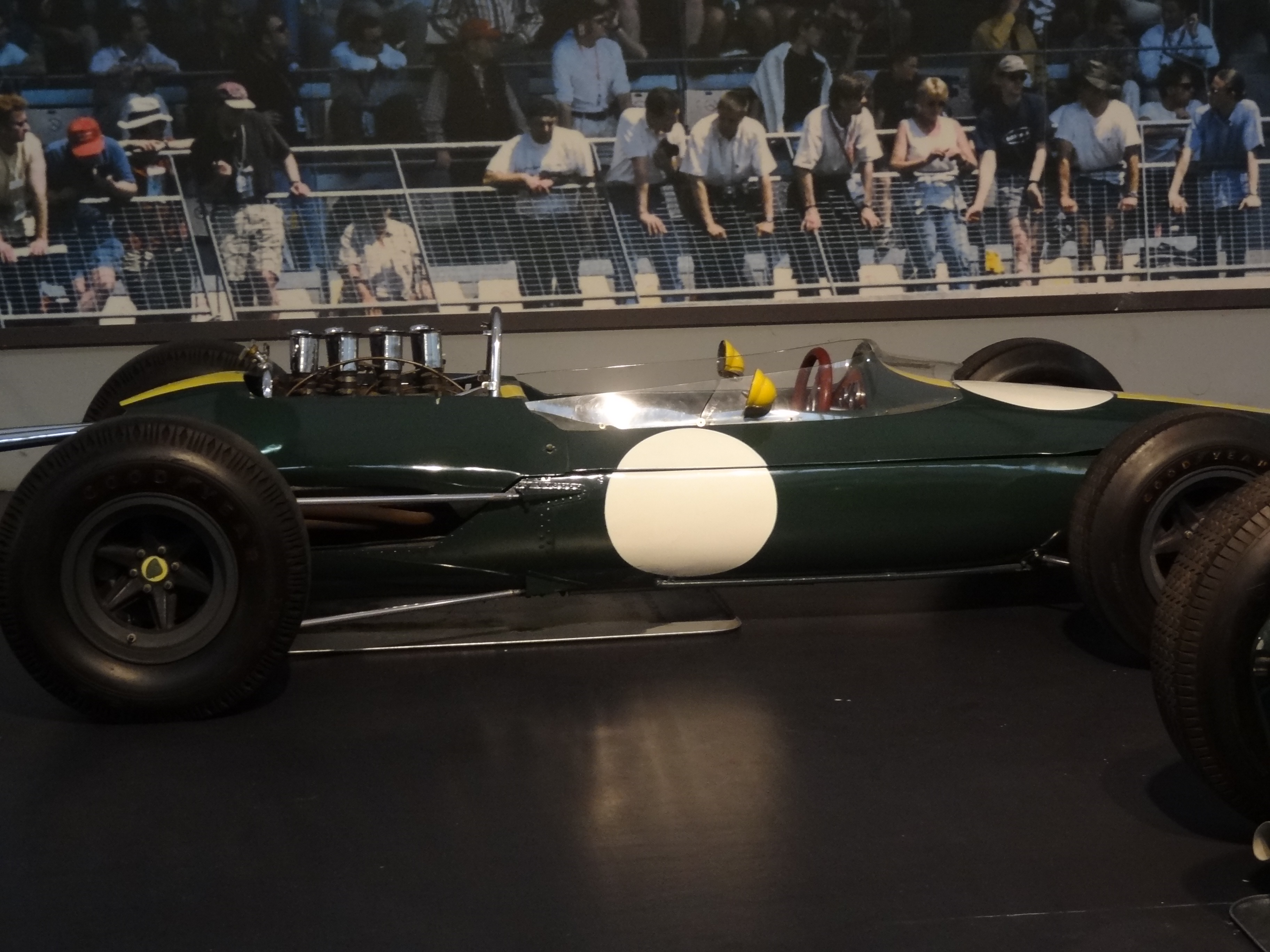
Une Lotus 33 à moteur V8 Climax semblable à celle de Jim Clark, le pilote le plus rapide en course.

- Pole position :  Jack Brabham (Brabham) en 1 min 27 s 6 (vitesse moyenne : 129,247 km/h). Temps réalisé lors de la séance d'essais du samedi 6 mai[28].
- Meilleur tour en course :  Jim Clark (Lotus) en 1 min 29 s 5 (vitesse moyenne : 126,503 km/h) au trente-huitième tour.

#### Évolution du meilleur tour en course
Le meilleur tour fut amélioré vingt fois au cours de l'épreuve.

### Tours en tête
- Lorenzo Bandini : 1 tour (1)
- Denny Hulme : 90 tours (2-5 / 15-100)
- Jackie Stewart : 9 tours (6-14)

## Classement général à l'issue de la course
- Attribution des points : 9, 6, 4, 3, 2, 1 respectivement aux six premiers de chaque épreuve.
- Pour la coupe des constructeurs, même barème et seule la voiture la mieux classée de chaque équipe inscrit des points.
- Le championnat est divisé en deux demi-saisons, seuls les cinq meilleurs résultats (sur six épreuves) étant retenus pour la première et les quatre meilleurs (sur cinq épreuves) pour la deuxième[28].

| Pos. | Pilote          | Écurie  | Points | AFS | MON | NL | BEL | FRA | GBR | 1re ½ saison | ALL | CAN | ITA | USA | MEX | 2e ½ saison |
| ---- | --------------- | ------- | ------ | --- | --- | -- | --- | --- | --- | ------------ | --- | --- | --- | --- | --- | ----------- |
| 1    | Denny Hulme     | Brabham | 12     | 3   | 9   |    |     |     |     | 12           |     |     |     |     |     |             |
| 2    | Pedro Rodríguez | Cooper  | 11     | 9   | 2   |    |     |     |     | 11           |     |     |     |     |     |             |
| 3    | John Love       | Cooper  | 6      | 6   | -   |    |     |     |     | 6            |     |     |     |     |     |             |
|      | Graham Hill     | Lotus   | 6      | -   | 6   |    |     |     |     | 6            |     |     |     |     |     |             |
| 5    | John Surtees    | Honda   | 4      | 4   | -   |    |     |     |     | 4            |     |     |     |     |     |             |
|      | Chris Amon      | Ferrari | 4      | -   | 4   |    |     |     |     | 4            |     |     |     |     |     |             |
| 7    | Bruce McLaren   | McLaren | 3      | -   | 3   |    |     |     |     | 3            |     |     |     |     |     |             |
| 8    | Bob Anderson    | Brabham | 2      | 2   | -   |    |     |     |     | 2            |     |     |     |     |     |             |
| 9    | Jack Brabham    | Brabham | 1      | 1   | -   |    |     |     |     | 1            |     |     |     |     |     |             |
|      | Mike Spence     | BRM     | 1      | -   | 1   |    |     |     |     | 1            |     |     |     |     |     |             |

| Pos. | Écurie          | Points | AFS | MON | NL | BEL | FRA | GBR | 1re ½ saison | ALL | CAN | ITA | USA | MEX | 2e ½ saison |
| ---- | --------------- | ------ | --- | --- | -- | --- | --- | --- | ------------ | --- | --- | --- | --- | --- | ----------- |
| 1    | Brabham-Repco   | 12     | 3   | 9   |    |     |     |     | 12           |     |     |     |     |     |             |
| 2    | Cooper-Maserati | 11     | 9   | 2   |    |     |     |     | 11           |     |     |     |     |     |             |
| 3    | Cooper-Climax   | 6      | 6   | -   |    |     |     |     | 6            |     |     |     |     |     |             |
|      | Lotus-BRM       | 6      | -   | 6   |    |     |     |     | 6            |     |     |     |     |     |             |
| 5    | Honda           | 4      | 4   | -   |    |     |     |     | 4            |     |     |     |     |     |             |
|      | Ferrari         | 4      | -   | 4   |    |     |     |     | 4            |     |     |     |     |     |             |
| 7    | McLaren-BRM     | 3      | -   | 3   |    |     |     |     | 3            |     |     |     |     |     |             |
| 8    | Brabham-Climax  | 2      | 2   | -   |    |     |     |     | 2            |     |     |     |     |     |             |
| 9    | BRM             | 1      | -   | 1   |    |     |     |     | 1            |     |     |     |     |     |             |

## À noter

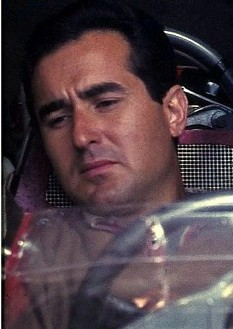
Grièvement brûlé lors de la course, Lorenzo Bandini n'a pas survécu à ses blessures.

- 1re victoire en championnat du monde pour Denny Hulme.
- 7e victoire en championnat du monde pour Brabham en tant que constructeur.
- 5e victoire en championnat du monde pour Repco en tant que motoriste.
- Brûlé au troisième degré lors de son accident, Lorenzo Bandini est mort à la polyclinique Princesse-Grâce-de-Monaco, trois jours après la course [29].